# Medalla de la División Azul
La Medalla de los Voluntarios Españoles, formalmente conocida como Medalla Conmemorativa de los Voluntarios Españoles en la Lucha contra el Bolchevismo (en alemán: Erinnerungsmedaille für die spanischen Freiwilligen im Kampf gegen den Bolschewismus), encargada el 3 de enero de 1944, fue otorgada por el Tercer Reich para reconocer a los hombres de la División Azul que sirvió en el frente ruso durante la Segunda Guerra Mundial. Esta fuerza, adscrita al Heer de la Wehrmacht, conocida como la 250.ª División de Infantería (span.), estaba compuesta en total por 47.000 hombres, enviados por Francisco Franco para ayudar al Tercer Reich, como una forma de devolver la ayuda de Adolf Hitler durante la Guerra civil española.
Los miembros de la División Azul también recibieron la Medalla de la Campaña de Rusia del gobierno español.

## Descripción
Esta medalla fue hecha por Deschler & Sohn en Múnich, que marcó el anillo con el número "1" como su propia marca de medallista. La cinta es similar a la Cruz de Hierro de Segunda Clase pero con una raya amarilla en el medio para representar la bandera española. El anverso tiene un casco del ejército alemán sobre dos escudos que muestran el águila de la Wehrmacht y el símbolo de Falange, los dos escudos delante de una espada, con una esvástica flanqueada por hojas de laurel debajo. En el reverso está la inscripción "División Española de Voluntarios en Rusia" y en la parte inferior la Cruz de Hierro debajo de hojas de laurel.